# Yougoslavie aux Jeux olympiques d'été de 2000
La République fédérale de Yougoslavie participe aux Jeux olympiques d'été de 2000 à Sydney. Sa délégation est composée de 109 athlètes répartis dans 14 sports et son porte-drapeau est Vladimir Grbić. Au terme des Olympiades, la nation se classe 42e à égalité avec la Lettonie, les deux nations ayant chacune gagné une médaille d'or, d'argent et de bronze.

## Liste des médaillés yougoslaves

### Médailles d'or
| Sport              | Discipline       | Sportifs                    | Performance |
| Médailles d'or : 1 |                  |                             |             |
| Volley-ball        | Tournoi masculin | Équipe de RF de Yougoslavie |             |

### Médailles d'argent
| Sport                  | Discipline             | Sportifs      | Performance |
| Médailles d'argent : 1 |                        |               |             |
| Tir                    | Pistolet 10 mètres (F) | Jasna Šekarić |             |

### Médailles de bronze
| Sport                   | Discipline       | Sportifs                    | Performance |
| Médailles de bronze : 1 |                  |                             |             |
| Water-polo              | Tournoi masculin | Équipe de RF de Yougoslavie |             |